# Challenger de Mallorca 2024
El torneo Rafa Nadal Open 2024, denominado por razones de patrocinio Rafa Nadal Open by Movistar fue un torneo de tenis perteneció al ATP Challenger Tour 2024 en la categoría Challenger 75. Se trató de la 6ª edición; el torneo tuvo lugar en la ciudad de Mallorca (España), desde el 26 de agosto hasta el 1 de septiembre de 2024 sobre pista dura al aire libre.

## Jugadores participantes del cuadro de individuales
| Preclasificado | País                            | Jugador               | Rank1 | Posición en el torneo |
| 1              | Bandera de Bosnia y Herzegovina | Damir Džumhur         | 81    | Primera ronda, retiro |
| 2              | Bandera de Alemania             | Yannick Hanfmann      | 98    | Segunda ronda         |
| 3              | Bandera de Francia              | Harold Mayot          | 112   | Baja                  |
| 4              | Bandera de Francia              | Pierre-Hugues Herbert | 133   | Segunda ronda         |
| 5              | Bandera de Croacia              | Duje Ajduković        | 135   | CAMPEÓN               |
| 6              | Bandera de Brasil               | Felipe Meligeni Alves | 139   | Primera ronda         |
| 7              | Bandera de Argentina            | Marco Trungelliti     | 141   | Segunda ronda         |
| 8              | Bandera de Dinamarca            | August Holmgren       | 163   | Primera ronda         |
| 9              | Bandera de Suiza                | Marc-Andrea Hüsler    | 164   | Cuartos de final      |

- 1 Se ha tomado en cuenta el ranking del 19 de agosto de 2024.

### Otros participantes
Los siguientes jugadores recibieron una invitación (wild card), por lo tanto ingresan directamente al cuadro principal (WC):
- Marin Čilić
- Naoya Honda
- Martín Landaluce

Los siguientes jugadores ingresan al cuadro principal tras disputar el cuadro clasificatorio (Q):
- Ričardas Berankis
- Laurent Lokoli
- Jules Marie
- Iñaki Montes de la Torre
- Hazem Naw
- Khumoyun Sultanov

## Campeones

### Individual Masculino
- Duje Ajduković derrotó en la final a  Matteo Gigante por 	4–6, 6–3, 6–4

### Dobles Masculino
- David Pichler /  Jurij Rodionov derrotaron en la final a  Anirudh Chandrasekar /  David Vega Hernández por 1–6, 6–3, [10–7]